# Erling Mandelmann
Erling Mandelmann, né le 18 novembre 1935 à Copenhague et mort le 14 janvier 2018 à Lausanne (Suisse), est un photographe danois ayant résidé en Suisse.

## Biographie
Après une formation commerciale chez Shell de 1953 à 1956, puis une formation en informatique au Danemark de 1956 à 1961, Erling Mandelmann fit un stage chez un photographe danois réputé de 1961 à 1962. Arrivé en Suisse en 1963, il suit les cours de l'École de Photographie de Vevey. Les quarante années suivantes, de 1964 à 2004, il travaille principalement en Suisse comme reporter-photographe indépendant spécialisé dans les portraits photographiques.
Erling Mandelmann a réalisé des reportages pour de nombreux magazines suisses et étrangers (Le Nouvel Observateur, Libération, L'Express, Le Point ou Le Monde), pour des guides de voyage, pour des organisations internationales (OMS, BIT), ainsi que bénévolement pour des ONG telles que Caritas ou Amnesty International.
De 2000 à 2010, Erling Mandelmann collabore avec l'homme de lettres Patrick Moser à la création du musée Villa « Le Lac » Le Corbusier en mettant à disposition ses photos de la Villa et d'Albert Jeanneret (frère de Le Corbusier) qu'il avait faites en 1964 et 1965. 
Ses archives sont déposées au musée historique de Lausanne.

## Expositions
- 29 janvier - 17 juin 2007 : Objectif photoreportage : Pierre Izard, Erling Mandelmann, Claude Huber,  Musée historique, Lausanne.

## Portraits
Parmi les portraits de plus de 500 célébrités réalisés par Erling Mandelmann, on trouve entre autres Ernest Ansermet, Raymond Aron, Maurice Béjart, Georges Brassens, Charlie Chaplin, Tenzin Gyatso (le Dalai Lama), Frédéric Dard, Claude François, Juliette Gréco, Nina Hagen, Johnny Hallyday, Audrey Hepburn, James Mason, Yehudi Menuhin, Hugo Pratt, Léopold Sedar Senghor, Georges Simenon, Peter Ustinov, Sylvie Vartan, Georges Vadnaï, Simone Veil, Elie Wiesel, Alain Tanner ou Yvette Z'Graggen. 
Le livre Show me, publié à l'occasion de son 80e anniversaire, en présente 80 parmi les plus représentatifs, agrémentés du récit de la rencontre du photographe avec son sujet. 

### Galerie

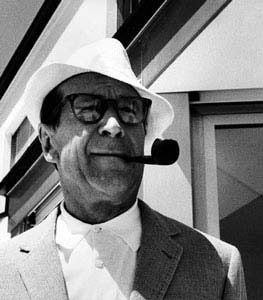
Georges Simenon (1963).
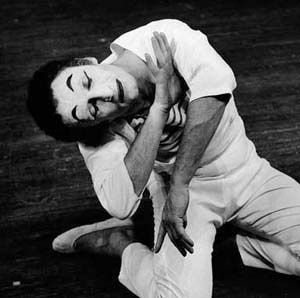
Marcel Marceau (1963).
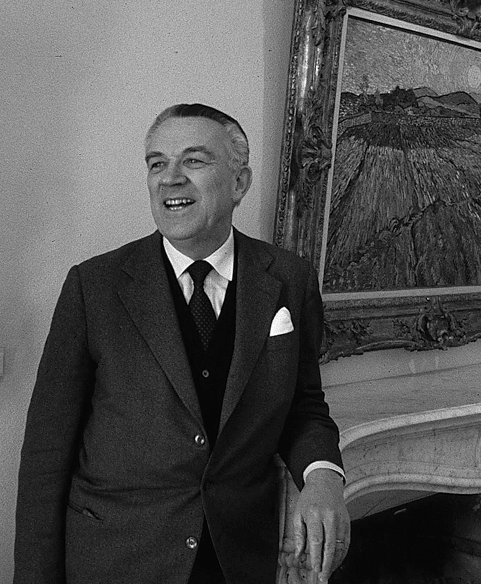
François Daulte (1985).
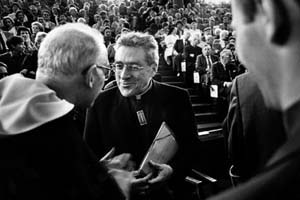
Jean-Marie Lustiger (1987)
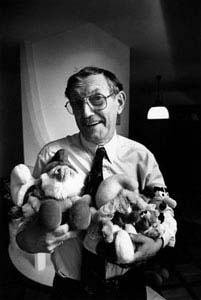
Peyo (1990).
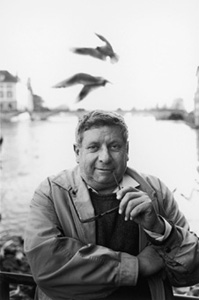
Hugo Loetscher (1993).

## Publications
- Miroir et Mémoire (Galeries Pilotes/René Berger), musée des Beaux Arts, Lausanne, 1964
- Aus einem Mailänder Friedhof, the magazine DU (CH), 1967
- Aspects"- "5 ans d'activités autour du collectionneur Th. Ahrenberg., Artists Portraits /exhibition catalogue (CH), 1967
- Un atelier de boîtes à vacherin dans la Vallée de Joux, Krebs, Basel 1971
- Der Störschuhmacher im Lötschental, Krebs, Basel, 1972
- Hirtenleben und Hirtenkultur im Waadtländer Jura, Krebs, Basel, 1972
- Spiegel und Spiegelmacher, Krebs, Basel, 1973
- Die Wallfahrt von Hornussen nach Todtmoos, Katholische Kirchgemeinde, Hornussen, 1975
- Split and the Croatian Coast, Berlitz, Lausanne, 1977
- Copenhagen, Berlitz, Lausanne, 1979
- Jerusalem, Berlitz, Lausanne, 1979
- Oxford and Stratford, Berlitz, Lausanne, 1981
- South Africa, Berlitz, Lausanne, 1983
- Dänemark, Walter, Olten, 1984
- Toronto, Berlitz, 1986;
- Moine aujourd’hui, Migros Presse/Construire, Zürich, 1986
- Die Schweiz in Genf, Chaîne, Genf, 1986
- Une place pour Lausanne - Flon 90, 24 Heures, Lausanne, 1990
- Washington, Berlitz, 1991
- New York, Berlitz, 1991
- Carrières de femmes — passion d‘ingénieures, EPFL, Lausanne 1998
- Rencontres, - portraits de 35 ans de photojournalisme, textes de Charles-Henri Favrod et Bertil Galland, éditions Benteli, 2000
- Objectif Photoreportage, - Deux générations, trois photographes: Erling Mandelmann, Claude Huber, Pierre Izard, éditions Benteli, 2007
- Ceux de Vézelay, édition : L'association des amis de Vézelay, 2010
- Le photographe, le musicien et l'architecte , Villa "Le Lac" Le Corbusier, éditions Castagniééé, 2010
- Show me, 80 portraits, 80 récits, 80 ans sur terre, Call me Edouard Éditeurs | Publishers, 2016
- MaVie, - à travers mes écrits, des anecdotes, des articles et quelques réflexions. Rassemblés pour mes enfants. Z4 Éditions, 2017[4]

## Expositions
- 1969 : P Galerie-Club Migros, Lausanne (VD)
- 1971 : P Photo-reportages, The Danish Museum of Industrial Art, Copenhague (DK)
- 1974 : C One World for All, photokina, Cologne (D)
- 1975 : C RAPHO, Galerie Clinch, Paris (F)
- 1977 : C The Child of this World, World Exhibition of Photography (D)
- 1978 : P Lausanne 1900, musée des arts décoratifs, Lausanne (VD)
- 1983 : C 100 ans FSJ, Fédération Suisse des Journalistes, Fribourg (FR)
- 1986 : C Charlottenborg Academy of Fine Arts, Copenhague (DK)
- 1986 : C l'Histoire du Portrait, musée de l'Élysée au Comptoire Suisse, Lausanne (VD)
- 1987 : P Portraits - projection de dias sur une musique de Philip Glass ("Nuit de la photo"), musée de l'Élysée, Lausanne (VD)
- 1987 : C Fête des vignerons, Musée de l'appareil photo, Vevey (VD)
- 1992 : C Marges, Département de la prévoyance sociale, Vaud (VD)
- 1995 : P Impressionen 95, expo pour les 125 ans de la Clinique Psychiatrique Universitaire, Zurich (ZH)
- 1995 : P Portraits nordique, Nordisches Institut der Ernst-Moritz-Arndt Universität, Greifswald (D)
- 1996 : P Foto-Porträts, Caspar-David-Friedrich Institut, Greifswald (D)
- 1996 : P Mennesker paa min vej ("Rencontres" - 30 ans de portraits), Rundetaarn, Copenhagen (DK)
- 1997 : P Rencontres Portraits de 30 ans de photo-journalisme, Centre vivant d'Art contemporain, Grignan / Drôme, France
- 1997 : P Persönlichkeiten, Nikon Image House, Zürich (ZH)
- 1997 : P Portraits, Salon de Sud-Est (l'invité de la 70e édition de l'exposition), Palais des Expositions, Lyon (F)
- 1998 : P Carrières de femmes & passion d'ingénieures, Pont de la Machine, Genève ; EPFL, + Forum Hôtel de ville, Lausanne (VD)
- 1999 : P Rencontres, Espace Culturel George Sand, St Quentin Fallavier (F)
- 1999 : C Le pays de la Fête 1999, "Fête des Vignerons 1977", musée de Pully (VD)
- 2000 : P Portraits fin de siècle, musée historique, Lausanne (VD)
- 2001 : P Musée de l'Histoire Nationale, Modern collection, château de Frederiksborg (DK)
- 2001 : P Parcours de femmes, université de Neuchâtel (NE)
- 2001 : C Hall of mirrors, portraits from the museums collection, Museet for Fotokunst, Brandts Klædefabrik, Odense (DK)
- 2002 : C Inside the sixties: g.p.1.2.3.È, musée des Beaux-Arts, Lausanne (VD)
- 2002 : C London in the sixties, Organisation Mondiale de la Propriété Intellectuelle, Genève (GE)
- 2003 : C Vivre entre deux mondes, 18 portraits d'immigrés, musée historique de Lausanne (VD)
- 2007 : C Objectif photoreportage, musée Historique de Lausanne (VD)
- 2009 : C Au fil du temps, - le jeu de l'âge Fondation Claude Verdan (musée de la Main), Lausanne (VD)
- 2009 : P Ceux de Vézelay - portrait d'un Bourg, expo noir/blanc, Vézelay (F)
- 2010 : P Le photographe, le musicien et l'architecte', Villa « Le Lac » Le Corbusier/ Corseaux (VD)
- 2010 : C Portrætter fra museets samling, Museet for Fotokunst, Brandts, Odense, Danemark
- 2014 : P Oskar Kokoschka dans l'objectif du photographe, fondation Oskar Kokoschka au musée Jenisch, dans le cadre du Festival IMAGE, Vevey (VD)
- 2015 : C Cimetière monumentale de Milan, Temple de Venterol, avec lecture de la nouvelle Weekend (Le K) de Dino Buzzati.

P = expositions personnelles ; C = expositions collectives
Les archives d'Erling Mandelmann se trouvent dans les collections ou archives suivantes :
1. Musée historique de Lausanne (base de ses archives) / Suisse
2. Musée de l'Élysée, Lausanne / Suisse
3. Fondation Oskar Kokoschka, Musée Jenisch, Vevey / Suisse
4. Oskar Kokoschka Zentrum / Universität für angewandte kunst, Vienne / Autriche
5. La collection nationale de portraits, Château Frederiksborg, Hillerød / Danemark
6. Musée de l'Art photographique Brandts, Odense / Danemark
7. La Bibliothèque Royale, Copenhague / Danemark
8. Archives-photo de l'OMS / WHO et BIT / ILO, Genève / Suisse
9. Association Villa « Le Lac » Le Corbusier, Corseaux / Suisse
10. Archives de Comet-Photo, déposé à la bibliothèque ETH, Zürich (entre autres, « Expo 64 »)
11. Archives du Cirque National Knie, Rapperswill / Suisse

Certaines photos sont diffusées par l'Agence Rapho, Paris / France.